# И Цзолинь
И Цзолинь (кит. 易作霖, пиньинь Yì Zuòlín), также известен как И Цзяньлоу (кит. трад. 易劍樓, упр. 易剑楼, пиньинь Yì Jiànlóu) (19 июля 1897, непосредственно управляемая область Тунчжоу, Цзянсу — 29 марта 1945, Жугао) — китайский лингвист, педагог и меценат. Внёс важный вклад в изучение фонетики, фонологии и грамматики современного китайского языка. В течение многих лет был учителем и директором школы, а затем — школьным инспектором в провинции Цзянсу. Он посвятил большую часть своей жизни, чтобы помочь бедным детям учиться, даже в период японской оккупации. Умер еще до окончания Второй мировой войны.
Основные публикации: «Лекции по китайской фонетике» (кит. 國音學講義, опубликовано в 1920 году), «Четыре лекции по китайской грамматике» (кит. 國語文法四講, опубликовано в 1924 году).